# Saint-Ferjeux
Saint-Ferjeux ist eine Gemeinde im französischen Département Haute-Saône in der Region Bourgogne-Franche-Comté.

## Geographie
Saint-Ferjeux liegt auf einer Höhe von 298 m über dem Meeresspiegel, sechs Kilometer östlich von Villersexel und etwa 28 Kilometer ostsüdöstlich der Stadt Vesoul (Luftlinie). Das Dorf erstreckt sich am Rand der Ebene von Villersexel nördlich des Ruisseau de la Prairie, am nordwestlichen Rand der Hügellandschaft, die sich zwischen den Flusstälern von Ognon und Doubs ausdehnt.
Die Fläche des 1,77 km² großen Gemeindegebiets umfasst einen Abschnitt des Flachlandes bei Villersexel. Das gesamte Gebiet wird von einem Plateau eingenommen, das durchschnittlich auf 300 m liegt und leicht gegen Westen geneigt ist. Es ist überwiegend von Acker- und Wiesland bestanden. Östlich des Dorfes wird mit 318 m die höchste Erhebung von Saint-Ferjeux erreicht. Entwässert wird das Areal durch den Ruisseau de la Prairie, der die südliche und westliche Gemeindegrenze markiert.
Nachbargemeinden von Saint-Ferjeux sind Beveuge und Senargent-Mignafans im Norden, Belles-Fontaines im Osten und Süden sowie Villargent im Westen.

## Geschichte
Im Mittelalter gehörte Saint-Ferjeux zur Herrschaft Granges, die unter der Oberhoheit der Grafen von Montbéliard stand. Zusammen mit der Franche-Comté gelangte das Dorf mit dem Frieden von Nimwegen 1678 definitiv an Frankreich. Danach war es im 18. Jahrhundert im Einflussbereich der Herren von Grammont (in Villersexel). Seit 2000 ist Saint-Ferjeux Mitglied des 33 Ortschaften umfassenden Gemeindeverbandes Communauté de communes du Pays de Villersexel.

## Sehenswürdigkeiten
Die Dorfkirche Saint-Ferréol und Saint-Ferjeux in Saint-Ferjeux wurde 1842 weitgehend neu erbaut und besitzt einen viereckigen Glockenturm mit Pyramidendach. Zur Ausstattung gehören mehrere Altäre aus dem Vorgängerbau sowie die Statuen der Kirchenpatrone Saint Ferréol und Saint-Ferjeux.

## Bevölkerung
| Jahr                       | 1962 | 1968 | 1975 | 1982 | 1990 | 1999 | 2016 |
| Einwohner                  | 41   | 42   | 67   | 64   | 98   | 78   | 78   |
| Quellen: Cassini und INSEE |      |      |      |      |      |      |      |

Mit 79 Einwohnern (1. Januar 2022) gehört Saint-Ferjeux zu den kleinsten Gemeinden des Départements Haute-Saône. Nachdem die Einwohnerzahl in der ersten Hälfte des 20. Jahrhunderts stets im Bereich zwischen 35 und 60 Personen gelegen hatte, wurde bis 1990 eine deutliche Bevölkerungszunahme verzeichnet. Seither ist der Trend jedoch wieder rückläufig.

## Wirtschaft und Infrastruktur
Saint-Ferjeux war bis weit ins 20. Jahrhundert hinein ein vorwiegend durch die Landwirtschaft (Ackerbau, Obstbau und Viehzucht) geprägtes Dorf. Noch heute leben die im Ort arbeitenden Bewohner zur Hauptsache von der Tätigkeit im ersten Sektor. Außerhalb des primären Sektors gibt es nur wenige Arbeitsplätze im Dorf. Einige Erwerbstätige sind auch Wegpendler, die in den größeren Ortschaften der Umgebung ihrer Arbeit nachgehen.
Die Ortschaft ist verkehrstechnisch gut erschlossen. Sie liegt an der Hauptstraße, die von Villersexel nach Héricourt führt. Weitere Straßenverbindungen bestehen mit Beveuge und Senargent.